# 덕다리버섯
덕다리버섯은 담자균류 구멍장이버섯과의 버섯이다. 버섯대는 거의 퇴화되어 침엽수, 활엽수의 생목 또는 고목의 그루터기 등에 붙어서 발생한다. 버섯갓은 부채꼴 또는 반원형으로 여러 개 중첩되어 30cm 내외의 버섯덩어리로 된다. 하나하나의 버섯갓은 나비 5∼20cm, 두께 1∼2cm이고 표면은 오렌지색이며 뒷면은 선명한 노란색이다. 갓의 모양은 반원형 또는 부채형이고 육질(肉質)이다. 어렸을 때는 육질이고 살은 엷은 연주황색으로 탄력이 있으나 건조하면 흰색으로 되고 부서지기 쉽다. 관공은 길이 0.1∼0.4mm이고 노란색이며, 구멍은 원형 또는 부정형이다. 홀씨는 5.5~7×4~5㎛로 타원형이고 색이 없으며, 홀씨 무늬는 흰색이다.